# Phylloscopus nitidus
Phylloscopus nitidus là một loài chim trong họ Phylloscopidae.